# آرثر بيرسون (لاعب كرة قدم أسترالية)
آرثر بيرسون (بالإنجليزية: Arthur Pearson)‏ هو لاعب كرة قدم أسترالية أسترالي، ولد في 11 فبراير 1896 في Hawthorn, Victoria ‏ في أستراليا، وتوفي في 11 فبراير 1963 في Jordanville railway station ‏ في أستراليا.

## وصلات خارجية
- آرثر بيرسون على موقع AustralianFootball.com (الإنجليزية)
- آرثر بيرسون على موقع AFLtables.com (الإنجليزية)